# Liga dos Campeões da UEFA de 2017–18 – Rodadas de Qualificação
As Rodadas de Qualificação da Liga dos Campeões da UEFA de 2017–18 foram disputadas entre os dias 27 de junho até 23 de agosto de 2017. Um total de 57 equipes competiram nesta fase para decidir 10 das 32 vagas na fase de grupos.
Todas as partidas seguem o Horário de Verão da Europa Central (UTC+2).

## Calendário
O calendário da competição é o seguinte (todos os sorteios foram realizados na sede da UEFA em Nyon na Suíça).
| Fase                      | Data do sorteio     | Partida de ida          | Partida de volta        |
| ------------------------- | ------------------- | ----------------------- | ----------------------- |
| Primeira pré-eliminatória | 19 de junho de 2017 | 27–28 de junho de 2017  | 4–5 de julho 2017       |
| Segunda pré-eliminatória  | 19 de junho de 2017 | 11–12 de julho de 2017  | 18–19 de julho de 2017  |
| Terceira pré-eliminatória | 14 de julho de 2017 | 25–26 de julho de 2017  | 1–2 de agosto de 2017   |
| Play-off                  | 4 de agosto de 2017 | 15–16 de agosto de 2017 | 22–23 de agosto de 2017 |

## Primeira pré-eliminatória
O sorteio para esta fase foi realizado em 19 de junho de 2017. As partidas de ida foram disputadas em 27 e 28 de junho e as partidas de volta em 4 de julho de 2017.
| Equipe 1       | Total | Equipe 2        | 1.º jogo | 2.º jogo  |
| -------------- | ----- | --------------- | -------- | --------- |
| Víkingur Gøta  | 6–2   | Trepça'89       | 2–1      | 4–1       |
| Hibernians     | 3–0   | FCI Tallinn     | 2–0      | 1–0       |
| Alashkert      | 2–1   | FC Santa Coloma | 1–0      | 1–1       |
| The New Saints | 4–3   | Europa FC       | 1–2      | 3–1 (pro) |
| Linfield       | 1–0   | La Fiorita      | 1–0      | 0–0       |

### Partidas de ida
| 27 de junho de 2017 | Alashkert     | 1 – 0     | FC Santa Coloma | Estádio Republicano, Erevan                  |
| 18:00               | Nenadović 39' | Relatório |                 | Público: 3 300 Árbitro: BUL Stefan Apostolov |

| Alashkert | Santa Coloma |

| 27 de junho de 2017 | The New Saints | 1 – 2     | Europa FC             | Park Hall, Oswestry                      |
| 20:00               | Quigley 44'    | Relatório | Quillo 8' · Gómez 78' | Público: 1 148 Árbitro: SMR Barbeno Luca |

| T. New Saints | Europa FC |

| 27 de junho de 2017 | Hibernians                    | 2 – 0     | FCI Tallinn | Estádio Hibernians, Paola              |
| 20:00               | Jorginho 63' · Kristensen 73' | Relatório |             | Público: 1 068 Árbitro: SUI Fedayi San |

| Hibernians | FCI Tallinn |

| 27 de junho de 2017 | Víkingur Gøta                | 2 – 1     | Trepça'89   | Tórsvøllur, Tórshavn                    |
| 20:00               | G. Vatnhamar 17' · Lawal 73' | Relatório | Hajdari 39' | Público: 841 Árbitro: EST Juri Frischer |

| Víkingur Gøta | Trepça'89 |

| 28 de junho de 2017 | Linfield       | 1 – 0     | La Fiorita | Parque de Windsor, Belfast               |
| 20:45               | J. Stewart 89' | Relatório |            | Público: 2 839 Árbitro: CRO Duje Strukan |

| Linfield | La Fiorita |

### Partidas de volta
| 4 de julho de 2017 | FCI Tallinn | 0 – 1     | Hibernians   | A. Le Coq Arena, Tallinn               |
| 18:00              |             | Relatório | Jorginho 88' | Público: 995 Árbitro: FRO Alex Troleis |

| FCI Tallinn | Hibernians |

Hibernians venceu por 3–0 no placar agregado.
| 4 de julho de 2017 | Trepça'89  | 1 – 4     | Víkingur Gøta                                          | Estádio Olímpico Adem Jashari, Mitrovica      |
| 18:00              | Hasani 65' | Relatório | Anghel 37' · Islami 40' (g.c.) · S. Vatnhamar 52', 59' | Público: 12 000 Árbitro: AUT Alexander Harkam |

| Trepça'89 | Víkingur Gøta |

Víkingur Gøta venceu por 6–2 no placar agregado.
| 4 de julho de 2017 | Europa FC        | 1 – 3 (pro) | The New Saints                      | Estádio Algarve, Faro–Loulé (Portugal)[A] |
| 19:30              | Walker 53' (pen) | Relatório   | Moya 37' (g.c.) · Quigley 41', 104' | Público: 261 Árbitro: BEL Lawrence Visser |

| Europa FC | T. New Saints |

The New Saints venceu por 4–3 no placar agregado.
| 4 de julho de 2017 | La Fiorita | 0 – 0     | Linfield | Estádio San Marino, Serravalle          |
| 20:30              |            | Relatório |          | Público: 911 Árbitro: MLT Fyodor Zammit |

| La Fiorita | Linfield |

Linfield venceu por 1–0 no placar agregado.
| 4 de julho de 2017 | FC Santa Coloma | 1 – 1     | Alashkert     | Estádio Comunal, Andorra-a-Velha       |
| 20:30              | Lima 63'        | Relatório | Nenadović 28' | Público: 850 Árbitro: LUX Sven Bindels |

| Santa Coloma | Alashkert |

Alashkert venceu por 2–1 no placar agregado.

## Segunda pré-eliminatória
O sorteio para esta fase foi realizado em 19 de julho de 2017. As partidas de ida foram disputadas em 11, 12 e 14 de julho e as partidas de volta em 18 e 19 de julho de 2017.
| Equipe 1           | Total    | Equipe 2            | 1.º jogo | 2.º jogo  |
| ------------------ | -------- | ------------------- | -------- | --------- |
| APOEL              | 2–0      | F91 Dudelange       | 1–0      | 1–0       |
| Žalgiris Vilnius   | 3–5      | Ludogorets Razgrad  | 2–1      | 1–4       |
| Qarabağ            | 6–0      | Samtredia           | 5–0      | 1–0       |
| Partizan           | 2–0      | Budućnost Podgorica | 2–0      | 0–0       |
| Hibernians         | 0–6      | Red Bull Salzburg   | 0–3      | 0–3       |
| Sheriff Tiraspol   | 2–2 (gf) | Kukësi              | 1–0      | 1–2       |
| Spartaks Jūrmala   | 1–2[B]   | Astana              | 0–1      | 1–1       |
| BATE Borisov       | 4–2      | Alashkert           | 1–1      | 3–1       |
| Žilina             | 3–4      | København           | 1–3      | 2–1       |
| Hapoel Be'er Sheva | 5–3      | Honvéd              | 2–1      | 3–2       |
| Rijeka             | 7–1      | The New Saints      | 2–0      | 5–1       |
| Malmö              | 2–4      | Vardar              | 1–1      | 1–3       |
| Zrinjski Mostar    | 2–3      | Maribor             | 1–2      | 1–1       |
| Dundalk            | 2–3      | Rosenborg           | 1–1      | 1–2 (pro) |
| FH                 | 3–1      | Víkingur Gøta       | 1–1      | 2–0       |
| Linfield           | 0–6      | Celtic              | 0–2      | 0–4       |
| IFK Mariehamn      | 0–9      | Légia Varsóvia      | 0–3      | 0–6       |

Notas
- B. ^  Ordem das partidas revertidas após o sorteio.

### Partidas de ida
| 11 de julho de 2017 | Qarabağ                                                                     | 5 – 0     | Samtredia | Estádio Tofiq Bahramov, Baku               |
| 19:00               | Ismayilov 10' (pen) · Ndlovu 37', 45+1' (pen) · Guerrier 83' · Míchel 90+2' | Relatório |           | Público: 21 500 Árbitro: TUR Mete Kalkavan |

| Qarabağ | Samtredia |

| 11 de julho de 2017 | Hibernians | 0 – 3     | Red Bull Salzburg                                     | Estádio Hibernians, Paola              |
| 20:30               |            | Relatório | Berisha 32' (pen) · Hwang Hee-chan 35' · Minamino 54' | Público: 1 452 Árbitro: CRO Fran Jović |

| Hibernians | RB Salzburg |

| 11 de julho de 2017 | Rijeka               | 2 – 0     | The New Saints | Stadion Rujevica, Rijeka                  |
| 20:45               | Mišić 4' · Matei 69' | Relatório |                | Público: 5 883 Árbitro: EST Kristo Tohver |

| Rijeka | T. New Saints |

| 11 de julho de 2017 | Partizan                          | 2 – 0     | Budućnost Podgorica | Estádio Partizan, Belgrado                  |
| 20:45               | Đurđević 53' (pen) · Leonardo 63' | Relatório |                     | Público: 20 530 Árbitro: NED Pol van Boekel |

| Partizan | Budućnost |

| 12 de julho de 2017 | Spartaks Jūrmala | 0 – 1     | Astana      | Estádio Slokas, Jūrmala                |
| 18:00               |                  | Relatório | Twumasi 73' | Público: 1 987 Árbitro: IRL Neil Doyle |

| Spartaks J. | Astana |

| 12 de julho de 2017 | Zrinjski Mostar | 1 – 2     | Maribor                           | Stadion pod Bijelim Brijegom, Mostar       |
| 19:00               | Todorović 89'   | Relatório | Zahović 43' · Tavares 90+4' (pen) | Público: 7 000 Árbitro: GER Daniel Siebert |

| Zrinjski | Maribor |

| 12 de julho de 2017 | Malmö        | 1 – 1     | Vardar      | Estádio Swedbank, Malmo                         |
| 19:00               | Brorsson 75' | Relatório | Nikolov 63' | Público: 20 058 Árbitro: ISL Thorvaldur Árnason |

| Malmö | Vardar |

| 12 de julho de 2017 | Hapoel Be'er Sheva               | 2 – 1     | Honvéd        | Estádio Turner, Bersebá                     |
| 19:00               | Miguel Vítor 35' · Einbinder 52' | Relatório | Lanzafame 63' | Público: 15 603 Árbitro: SWE Andreas Ekberg |

| Hapoel BS | Honvéd |

| 12 de julho de 2017 | Sheriff Tiraspol    | 1 – 0     | Kukësi | Estádio Sheriff, Tiraspol                       |
| 19:00               | Badibanga 79' (pen) | Relatório |        | Público: 5 772 Árbitro: CYP Christos Nicolaides |

| Sheriff | Kukësi |

| 12 de julho de 2017 | BATE Borisov | 1 – 1     | Alashkert       | Borisov Arena, Borisov                   |
| 19:30               | Rios 43'     | Relatório | Rios 78' (g.c.) | Público: 11 192 Árbitro: ALB Enea Jorgji |

| BATE Borisov | Alashkert |

| 12 de julho de 2017 | APOEL         | 1 – 0     | F91 Dudelange | Estádio GSP, Nicósia                        |
| 19:00               | Bertoglio 71' | Relatório |               | Público: 9 600 Árbitro: MLT Alan Mario Sant |

| APOEL | F91 Dudelange |

| 12 de julho de 2017 | IFK Mariehamn | 0 – 3     | Légia Varsóvia                                 | Wiklöf Holding Arena, Mariehamn           |
| 20:00               |               | Relatório | Guilherme 8' (pen) · Nagy 40' · Hämäläinen 44' | Público: 1 637 Árbitro: SCO Andrew Dallas |

| Mariehamn | Legia |

| 12 de julho de 2017 | Žalgiris Vilnius          | 2 – 1     | Ludogorets Razgrad | Estádio LFF, Vilnius                               |
| 20:00               | Nyuiadzi 78' · Kuklys 86' | Relatório | Anicet 18'         | Público: 4 911 Árbitro: AUT Manuel Schuettengruber |

| Žalgiris | Ludogorets |

| 12 de julho de 2017 | Žilina     | 1 – 3     | København              | Štadión pod Dubňom, Žilina                 |
| 20:15               | Špalek 39' | Relatório | Pavlović 68', 73', 83' | Público: 10 023 Árbitro: FRA Benoît Millot |

| Žilina | Copenhague |

| 12 de julho de 2017 | Dundalk      | 1 – 1     | Rosenborg       | Oriel Park, Dundalk                       |
| 20:45               | McMillan 18' | Relatório | Reginiussen 44' | Público: 3 050 Árbitro: ROU Radu Petrescu |

| Dundalk | Rosenborg |

| 12 de julho de 2017 | FH          | 1 – 1     | Víkingur Gøta   | Kaplakriki, Hafnarfjörður                  |
| 21:15               | Pálsson 49' | Relatório | Lawal 73' (pen) | Público: 1 523 Árbitro: CZE Petr Ardeleanu |

| FH | Víkingur Gøta |

| 14 de julho de 2017 | Linfield | 0 – 2     | Celtic                         | Parque de Windsor, Belfast                      |
| 18:00               |          | Relatório | Haughey 17' (g.c.) · Rogic 23' | Público: 6 359 Árbitro: ESP Alejandro Hernandez |

| Linfield | Celtic |

### Partidas de volta
| 18 de julho de 2017 | Astana      | 1 – 1     | Spartaks Jūrmala | Astana Arena, Astana                                    |
| 16:00               | Twumasi 59' | Relatório | Vardanjans 72'   | Público: 20 500 Árbitro: GRE Charalambos Kalogeropoulos |

| Astana | Spartaks J. |

Astana venceu por 2–1 no placar agregado.
| 18 de julho de 2017 | Vardar                                         | 3 – 1     | Malmö               | Stadion Mladost, Estrúmica                      |
| 18:00               | Grncharov 55' · Barseghyan 61' · Nikolov 90+1' | Relatório | Rosenberg 16' (pen) | Público: 2 800 Árbitro: UKR Anatoliy Zhabchenko |

| Vardar | Malmö |

Vardar venceu por 4–2 no placar agregado.
| 18 de julho de 2017 | Alashkert     | 1 – 3     | BATE Borisov                          | Estádio Republicano, Erevan                 |
| 18:00               | Nenadović 18' | Relatório | Gordeichuk 23', 35' · M. Valadzko 78' | Público: 10 000 Árbitro: SVK Peter Kralović |

| Alashkert | BATE Borisov |

BATE Borisov venceu por 4–2 no placar agregado.
| 18 de julho de 2017 | Samtredia | 0 – 1     | Qarabağ      | Estádio Boris Paichadze, Tbilisi             |
| 19:00               |           | Relatório | Guerrier 22' | Público: 1 835 Árbitro: SRB Srdjan Jovanović |

| Samtredia | Qarabağ |

Qarabağ venceu por 6–0 no placar agregado.
| 18 de julho de 2017 | Víkingur Gøta | 0 – 2     | FH                                    | Tórsvøllur, Tórshavn                         |
| 20:00               |               | Relatório | Lennon 79' (pen) · Valdimarsson 90+1' | Público: 3 043 Árbitro: FIN Ville Nevalainen |

| Víkingur Gøta | FH |

FH venceu por 3–1 no placar agregado.
| 18 de julho de 2017 | The New Saints | 1 – 5     | Rijeka                                                       | Park Hall, Oswestry                        |
| 20:00               | Cieślewicz 69' | Relatório | Matei 41' · Gavranović 54', 79' · Gorgon 61' · Ristovski 64' | Público: 1 150 Árbitro: BUL Georgi Kabakov |

| T. New Saints | Rijeka |

Rijeka venceu por 7–1 no placar agregado.
| 18 de julho de 2017 | Budućnost Podgorica | 0 – 0     | Partizan | Estádio Pod Goricom, Podgorica               |
| 20:45               |                     | Relatório |          | Público: 9 153 Árbitro: ISR Roi Reinshreiber |

| Budućnost | Partizan |

Partizan venceu por 2–0 no placar agregado.
| 19 de julho de 2017 | F91 Dudelange | 0 – 1     | APOEL                | Stade Jos Nosbaum, Dudelange                 |
| 18:00               |               | Relatório | de Camargo 40' (pen) | Público: 1 458 Árbitro: MNE Nikola Dabanović |

| F91 Dudelange | APOEL |

APOEL venceu por 2–0 no placar agregado.
| 19 de julho de 2017 | Rosenborg                        | 2 – 1 (pro) | Dundalk      | Lerkendal Stadion, Trondheim                |
| 19:15               | de Lanlay 43' · Vilhjálmsson 98' | Relatório   | Gartland 12' | Público: 14 817 Árbitro: AZE Aliyar Aghayev |

| Rosenborg | Dundalk |

Rosenborg venceu por 3–2 no placar agregado.
| 19 de julho de 2017 | København        | 1 – 2     | Žilina                  | Estádio Parken, Copenhague                  |
| 19:30               | Verbič 48' (pen) | Relatório | Otubanjo 19' · Kaša 57' | Público: 9 140 Árbitro: BEL Jonathan Lardot |

| Copenhague | Žilina |

Copenhague venceu por 4–3 no placar agregado.
| 19 de julho de 2017 | Kukësi                  | 2 – 1     | Sheriff Tiraspol | Elbasani Arena, Elbasani                 |
| 19:30               | Emini 35' · Pejić 45+1' | Relatório | Bayala 56'       | Público: 1 417 Árbitro: BIH Irfan Peljto |

| Kukësi | Sheriff |

2–2 no placar agregado. Sheriff Tiraspol venceu pela regra do gol fora de casa.
| 19 de julho de 2017 | Ludogorets Razgrad                             | 4 – 1     | Žalgiris Vilnius | Ludogorets Arena, Razgrad                                 |
| 20:00               | Natanael 41' · Wanderson 55' · Keșerü 56', 74' | Relatório | Nyuiadzi 15'     | Público: 4 739 Árbitro: DEN Mads-Kristoffer Kristoffersen |

| Ludogorets | Žalgiris |

Ludogorets Razgrad venceu por 5–3 no placar agregado.
| 19 de julho de 2017 | Maribor   | 1 – 1     | Zrinjski Mostar | Stadion Ljudski vrt, Maribor                  |
| 20:15               | Viler 27' | Relatório | Todorović 7'    | Público: 9 266 Árbitro: NOR Ola Hobber Nilsen |

| Maribor | Zrinjski |

Maribor venceu por 3–2 no placar agregado.
| 19 de julho de 2017 | Red Bull Salzburg                              | 3 – 0     | Hibernians | Red Bull Arena, Salzburgo                    |
| 20:30               | Rzatkowski 11' · Gulbrandsen 19' · Haidara 85' | Relatório |            | Público: 5 511 Árbitro: RUS Sergey Lapochkin |

| RB Salzburg | Hibernians |

Red Bull Salzburg venceu por 6–0 no placar agregado.
| 19 de julho de 2017 | Légia Varsóvia                                                                              | 6 – 0     | IFK Mariehamn | Estádio do Exército Polonês, Varsóvia      |
| 20:45               | Guilherme 6' · Kojola 37' (g.c.) · Kucharczyk 40', 54' (pen) · Szymański 80' · Michalak 81' | Relatório |               | Público: 15 843 Árbitro: POR Tiago Martins |

| Legia | Mariehamn |

Legia Warszawa venceu por 9–0 no placar agregado.
| 19 de julho de 2017 | Celtic                                         | 4 – 0     | Linfield | Celtic Park, Glasgow                          |
| 20:45               | Sinclair 4', 54' · Rogic 48' · Armstrong 90+3' | Relatório |          | Público: 58 075 Árbitro: SUI Stephan Klossner |

| Celtic | Linfield |

Celtic venceu por 6–0 no placar agregado.
| 19 de julho de 2017 | Honvéd                             | 2 – 3     | Hapoel Be'er Sheva                | Estádio József Bozsik, Budapeste       |
| 21:15               | Lanzafame 45+2' (pen) · Baráth 73' | Relatório | Ugochukwu 12' · Nwakaeme 16', 84' | Público: 200 Árbitro: ITA Davide Massa |

| Honvéd | Hapoel BS |

Hapoel Be'er Sheva venceu por 5–3 no placar agregado.

## Terceira pré-eliminatória
O sorteio para esta fase foi realizado em 14 de julho de 2017. A terceira pré-eliminatória é dividida em duas seções distintas: Caminho dos Campeões (para Liga dos Campeões) e a Rota da Liga (para não campeões da liga). As equipes perdedoras em ambas as seções entraram no play-off da Liga Europa da UEFA de 2017–18.
As partidas de ida foram disputadas em 25 e 26 de julho e as partidas de volta em 1 e 2 de agosto de 2017.
| Equipe 1                 | Total                | Equipe 2                           | 1.º jogo             | 2.º jogo             |                      |
| Caminho dos Campeões     | Caminho dos Campeões | Caminho dos Campeões               | Caminho dos Campeões | Caminho dos Campeões | Caminho dos Campeões |
| ------------------------ | -------------------- | ---------------------------------- | -------------------- | -------------------- | -------------------- |
| Slavia Praha             | 2–2 (gf)             | BATE Borisov                       | 1–0                  | 1–2                  |                      |
| Astana                   | 3–2                  | Légia Varsóvia                     | 3–1                  | 0–1                  |                      |
| Maribor                  | 2–0                  | FH                                 | 1–0                  | 1–0                  |                      |
| Vardar                   | 2–4[C]               | København                          | 1–0                  | 1–4                  |                      |
| Celtic                   | 1–0                  | Rosenborg                          | 0–0                  | 1–0                  |                      |
| Hapoel Be'er Sheva       | 3–3 (gf)             | Ludogorets Razgrad                 | 2–0                  | 1–3                  |                      |
| Viitorul Constanța       | 1–4                  | APOEL                              | 1–0                  | 0–4 (pro)            |                      |
| Red Bull Salzburg        | 1–1 (gf)             | Rijeka                             | 1–1                  | 0–0                  |                      |
| Qarabağ                  | 2–1                  | Sheriff Tiraspol                   | 0–0                  | 2–1                  |                      |
| Partizan                 | 3–5                  | Olympiacos                         | 1–3                  | 2–2                  |                      |
| Caminho dos não-Campeões |                      |                                    |                      |                      |                      |
| Steaua Bucareste         | 6–3                  | Viktoria Plzeň                     | 2–2                  | 4–1                  |                      |
| Nice                     | 3–3 (gf)             | Ajax                               | 1–1                  | 2–2                  |                      |
| Dínamo de Kiev           | 3–3 (gf)             | Young Boys                         | 3–1                  | 0–2                  |                      |
| AEK Atenas               | 0–3                  | CSKA Moscou                        | 0–2                  | 0–1                  |                      |
| Brugge                   | 3–5                  | Predefinição:Futebol İstanbul B.B. | 3–3                  | 0–2                  |                      |

Notas
- C. ^  Ordem das partidas revertidas após o sorteio.

### Partidas de ida
| 25 de julho de 2017 | Qarabağ | 0 – 0     | Sheriff Tiraspol | Estádio Tofiq Bahramov, Baku                   |
| 19:00               |         | Relatório |                  | Público: 26 000 Árbitro: BLR Sergei Tsinkevich |

| Qarabağ | Sheriff |

| 25 de julho de 2017 | Slavia Praha    | 1 – 0     | BATE Borisov | Eden Arena, Praga                            |
| 19:00               | Škoda 20' (pen) | Relatório |              | Público: 18 147 Árbitro: GER Bastian Dankert |

| Slavia Praga | BATE Borisov |

| 25 de julho de 2017 | AEK Atenas | 0 – 2     | CSKA Moscou                    | Estádio Olímpico, Atenas                 |
| 19:30               |            | Relatório | Dzagoyev 45+1' · Wernbloom 56' | Público: 25 083 Árbitro: GER Marco Fritz |

| AEK | CSKA Moscou |

| 25 de julho de 2017 | Steaua Bucareste                  | 2 – 2     | Viktoria Plzeň           | Arena Națională, Bucareste                  |
| 19:30               | Budescu 37' · Filipe Teixeira 61' | Relatório | Krmenčík 23' · Kopic 53' | Público: 33 795 Árbitro: AZE Aliyar Aghayev |

| Steaua | Viktoria Plzen |

| 25 de julho de 2017 | Vardar                 | 1 – 0     | København | Estádio Felipe II da Macedônia, Escópia     |
| 20:00               | Jonathan Balotelli 65' | Relatório |           | Público: 12 000 Árbitro: GER Daniel Siebert |

| Vardar | Copenhague |

| 25 de julho de 2017 | Partizan    | 1 – 3     | Olympiacos                            | Estádio Partizan, Belgrado                |
| 20:45               | Tawamba 10' | Relatório | Ben Nabouhane 6', 56' · Emenike 90+1' | Público: 24 658 Árbitro: ITA Davide Massa |

| Partizan | Olympiakos |

| 26 de julho de 2017 | Astana                                       | 3 – 1     | Légia Varsóvia | Astana Arena, Astana                      |
| 16:00               | Kabananga 36' · Mayewski 45' · Twumasi 90+4' | Relatório | Sadiku 79'     | Público: 26 100 Árbitro: HUN Tamás Bognar |

| Astana | Legia |

| 26 de julho de 2017 | Dínamo de Kiev                               | 3 – 1     | Young Boys      | Estádio Olímpico, Kiev                      |
| 18:30               | Yarmolenko 15' · Mbokani 34' · Harmash 90+3' | Relatório | Fassnacht 90+1' | Público: 36 341 Árbitro: SWE Andreas Ekberg |

| Dínamo de K. | Young Boys |

| 26 de julho de 2017 | Red Bull Salzburg  | 1 – 1     | Rijeka         | Red Bull Arena, Salzburgo                     |
| 18:45               | Hwang Hee-chan 49' | Relatório | Gavranović 30' | Público: 12 714 Árbitro: POL Daniel Stefanski |

| RB Salzburg | Rijeka |

| 26 de julho de 2017 | Hapoel Be'er Sheva       | 2 – 0     | Ludogorets Razgrad | Estádio Turner, Bersebá                                 |
| 19:00               | Nwakaeme 19' · Ohana 79' | Relatório |                    | Público: 15 183 Árbitro: GRE Charalambos Kalogeropoulos |

| Hapoel BS | Ludogorets |

| 26 de julho de 2017 | Viitorul Constanța | 1 – 0     | APOEL | Stadionul Viitorul, Ovidiu               |
| 20:00               | Ganea 75'          | Relatório |       | Público: 3 873 Árbitro: ITA Paolo Valeri |

| Viitorul | APOEL |

| 26 de julho de 2017 | Maribor     | 1 – 0     | FH | Stadion Ljudski vrt, Maribor                 |
| 20:20               | Tavares 54' | Relatório |    | Público: 8 166 Árbitro: LVA Andris Treimanis |

| Maribor | FH |

| 26 de julho de 2017 | Nice          | 1 – 1     | Ajax            | Allianz Riviera, Nice                         |
| 20:45               | Balotelli 32' | Relatório | van de Beek 49' | Público: 31 342 Árbitro: ESP Carlos del Cerro |

| Nice | Ajax |

| 26 de julho de 2017 | Celtic | 0 – 0     | Rosenborg | Celtic Park, Glasgow                       |
| 20:45               |        | Relatório |           | Público: 49 172 Árbitro: POR Tiago Martins |

| Celtic | Rosenborg |

| 26 de julho de 2017 | Brugge                       | 3 – 3     | Predefinição:Futebol İstanbul B.B. | Estádio Jan Breydel, Bruges                  |
| 21:00               | Dennis 6' · Denswil 16', 79' | Relatório | Mossoró 59', 74' · Elia 62'        | Público: 26 788 Árbitro: ITA Paolo Mazzoleni |

| Brugge | İstanbul |

### Partidas de volta
| 1 de agosto de 2017 | Sheriff Tiraspol      | 1 – 2     | Qarabağ                   | Estádio Sheriff, Tiraspol                    |
| 19:00               | Badibanga 90+4' (pen) | Relatório | Ndlovu 45+3' · Míchel 86' | Público: 7 742 Árbitro: ISR Roi Reinshreiber |

| Sheriff | Qarabağ |

Qarabağ venceu por 2–1 no placar agregado.
| 2 de agosto de 2017 | CSKA Moscou | 1 – 0     | AEK Atenas | VEB Arena, Moscou                          |
| 19:00               | Natkho 74'  | Relatório |            | Público: 12 000 Árbitro: FRA Benoît Millot |

| CSKA Moscou | AEK |

CSKA Moscou venceu por 3–0 no placar agregado.
| 2 de agosto de 2017 | APOEL                                                   | 4 – 0 (pro) | Viitorul Constanța | Estádio GSP, Nicósia                       |
| 19:00               | Carlão 54' · Merkis 93' · de Camargo 94' · Efrem 105+1' | Relatório   |                    | Público: 13 647 Árbitro: RUS Aleksei Eskov |

| APOEL | Viitorul |

APOEL venceu por 4–1 no placar agregado.
| 2 de agosto de 2017 | BATE Borisov                 | 2 – 1     | Slavia Praha | Borisov Arena, Borisov                      |
| 19:00               | Signevich 5' · Stasevich 46' | Relatório | Škoda 44'    | Público: 12 436 Árbitro: NED Pol van Boekel |

| BATE Borisov | Slavia Praga |

2–2 no placar agregado. Slavia Praga venceu pela regra do gol fora de casa.
| 2 de agosto de 2017 | Predefinição:Futebol İstanbul B.B. | 2 – 0     | Brugge | Estádio Başakşehir Fatih Terim, Istambul  |
| 19:45               | Adebayor 7' · Višća 34'            | Relatório |        | Público: 9 168 Árbitro: ROU István Kovács |

| İstanbul | Brugge |

İstanbul Başakşehir venceu por 5–3 no placar agregado.
| 2 de agosto de 2017 | København                                                              | 4 – 1     | Vardar      | Estádio Parken, Copenhague               |
| 20:00               | Greguš 2' · Barseghyan 26' (g.c.) · Santander 75' · Sotiriou 88' (pen) | Relatório | Nikolov 19' | Público: 15 224 Árbitro: SCO John Beaton |

| Copenhague | Vardar |

Copenhague venceu por 4–2 no placar agregado.
| 2 de agosto de 2017 | Young Boys                     | 2 – 0     | Dínamo de Kiev | Stade de Suisse, Berna                 |
| 20:15               | Hoarau 13' (pen) · Lotomba 90' | Relatório |                | Público: 13 303 Árbitro: POL Pawel Gil |

| Young Boys | Dínamo de K. |

3–3 no placar agregado. Young Boys venceu pela regra do gol fora de casa.
| 2 de agosto de 2017 | Viktoria Plzeň | 1 – 4     | Steaua Bucareste                                                 | Doosan Arena, Plzeň                              |
| 20:15               | Krmenčík 64'   | Relatório | Bălașa 27' · Filipe Teixeira 71' · Tănase 76' · Alibec 79' (pen) | Público: 10 802 Árbitro: ESP Alejandro Hernandez |

| Viktoria Plzen | Steaua |

Steaua București venceu por 6–3 no placar agregado.
| 2 de agosto de 2017 | Ludogorets Razgrad                 | 3 – 1     | Hapoel Be'er Sheva | Ludogorets Arena, Razgrad                    |
| 20:30               | Wanderson 9', 33' · Marcelinho 56' | Relatório | Ghadir 61'         | Público: 5 398 Árbitro: NED Serdar Gözübüyük |

| Ludogorets | Hapoel BS |

3–3 no placar agregado. Hapoel Be'er Sheva venceu pela regra do gol fora de casa.
| 2 de agosto de 2017 | FH | 0 – 1     | Maribor       | Kaplakriki, Hafnarfjörður                  |
| 20:30               |    | Relatório | Tavares 90+2' | Público: 2 563 Árbitro: SVK Peter Kralović |

| FH | Maribor |

Maribor venceu por 2–0 no placar agregado.
| 2 de agosto de 2017 | Ajax                          | 2 – 2     | Nice                    | Amsterdam Arena, Amsterdã                   |
| 20:45               | van de Beek 26' · Sánchez 57' | Relatório | Souquet 3' · Marcel 79' | Público: 51 845 Árbitro: ENG Andre Marriner |

| Ajax | Nice |

3–3 no placar agregado. Nice venceu pela regra do gol fora de casa.
| 2 de agosto de 2017 | Olympiacos                           | 2 – 2     | Partizan                  | Estádio Karaiskákis, Pireu                  |
| 20:45               | Carcela-González 22' · Fortounis 51' | Relatório | Soumah 33' · Đurđević 85' | Público: 23 854 Árbitro: ESP Javier Estrada |

| Olympiakos | Partizan |

Olympiakos venceu por 5–3 no placar agregado.
| 2 de agosto de 2017 | Rijeka | 0 – 0     | Red Bull Salzburg | Stadion Rujevica, Rijeka                  |
| 20:45               |        | Relatório |                   | Público: 8 118 Árbitro: TUR Hüseyin Göçek |

| Rijeka | RB Salzburg |

1–1 no placar agregado. Rijeka venceu pela regra do gol fora de casa.
| 2 de agosto de 2017 | Rosenborg | 0 – 1     | Celtic      | Lerkendal Stadion, Trondheim                 |
| 20:45               |           | Relatório | Forrest 69' | Público: 20 974 Árbitro: BEL Jonathan Lardot |

| Rosenborg | Celtic |

Celtic venceu por 1–0 no placar agregado.
| 2 de agosto de 2017 | Légia Varsóvia | 1 – 0     | Astana | Estádio do Exército Polonês, Varsóvia     |
| 20:45               | Czerwiński 76' | Relatório |        | Público: 24 937 Árbitro: DEN Jakob Kehlet |

| Legia | Astana |

Astana venceu por 3–2 no placar agregado.

## Play-off
A rodada play-off é dividida em duas seções distintas: Caminho dos Campeões (para Liga dos Campeões) e Rota da Liga (para as equipes não campeãs da liga). As equipes perdedoras em ambas as seções entrarão na fase de grupos da Liga Europa da UEFA de 2017–18.
O sorteio foi realizado em 4 de agosto de 2017.
As partidas de ida foram disputadas em 15 e 16 de agosto e as partidas de volta em 22 e 23 de agosto de 2017. Um total de 20 equipes jogaram na rodada de play-off.
| Equipe 1                           | Total                | Equipe 2             | 1.º jogo             | 2.º jogo             |                      |
| Caminho dos Campeões               | Caminho dos Campeões | Caminho dos Campeões | Caminho dos Campeões | Caminho dos Campeões | Caminho dos Campeões |
| ---------------------------------- | -------------------- | -------------------- | -------------------- | -------------------- | -------------------- |
| Qarabağ                            | 2–2 (gf)             | København            | 1–0                  | 1–2                  |                      |
| APOEL                              | 2–0                  | Slavia Praha         | 2–0                  | 0–0                  |                      |
| Olympiacos                         | 3–1                  | Rijeka               | 2–1                  | 1–0                  |                      |
| Celtic                             | 8–4                  | Astana               | 5–0                  | 3–4                  |                      |
| Hapoel Be'er Sheva                 | 2–2 (gf)             | Maribor              | 2–1                  | 0–1                  |                      |
| Caminho dos Não-Campeões           |                      |                      |                      |                      |                      |
| Predefinição:Futebol İstanbul B.B. | 3–4                  | Sevilla              | 1–2                  | 2–2                  |                      |
| Young Boys                         | 0–3                  | CSKA Moscou          | 0–1                  | 0–2                  |                      |
| Napoli                             | 4–0                  | Nice                 | 2–0                  | 2–0                  |                      |
| Hoffenheim                         | 3–6                  | Liverpool            | 1–2                  | 2–4                  |                      |
| Sporting                           | 5–1                  | Steaua Bucareste     | 0–0                  | 5–1                  |                      |

### Partidas de ida
| 15 de agosto de 2017 | Qarabağ     | 1 – 0     | København | Estádio Tofiq Bahramov, Baku                   |
| 18:00                | Madatov 25' | Relatório |           | Público: 31 250 Árbitro: ITA Paolo Tagliavento |

| Qarabağ | Copenhague |

| 15 de agosto de 2017 | Sporting | 0 – 0     | Steaua Bucareste | Estádio José Alvalade, Lisboa            |
| 20:45                |          | Relatório |                  | Público: 46 678 Árbitro: GER Felix Brych |

| Sporting | Steaua |

| 15 de agosto de 2017 | Hoffenheim | 1 – 2     | Liverpool                                   | Rhein-Neckar-Arena, Sinsheim               |
| 20:45                | Uth 87'    | Relatório | Alexander-Arnold 35' · Nordtveit 74' (g.c.) | Público: 25 568 Árbitro: NED Björn Kuipers |

| Hoffenheim | Liverpool |

| 15 de agosto de 2017 | Young Boys | 0 – 1     | CSKA Moscou       | Stade de Suisse, Berna                                |
| 20:45                |            | Relatório | Nuhu 90+1' (g.c.) | Público: 20 003 Árbitro: ESP David Fernández Borbalán |

| Young Boys | CSKA Moscou |

| 15 de agosto de 2017 | APOEL                         | 2 – 0     | Slavia Praha | Estádio GSP, Nicósia                             |
| 20:45                | de Camargo 2' · Aloneftis 10' | Relatório |              | Público: 13 073 Árbitro: ESP Antonio Mateu Lahoz |

| APOEL | Slavia Praga |

| 16 de agosto de 2017 | Napoli                           | 2 – 0     | Nice | Estádio San Paolo, Nápoles                    |
| 20:45                | Mertens 13' · Jorginho 70' (pen) | Relatório |      | Público: 49 324 Árbitro: POL Szymon Marciniak |

| Napoli | Nice |

| 16 de agosto de 2017 | Predefinição:Futebol İstanbul B.B. | 1 – 2     | Sevilla                       | Estádio Başakşehir Fatih Terim, Istambul    |
| 20:45                | Elia 64'                           | Relatório | Escudero 16' · Ben Yedder 84' | Público: 12 894 Árbitro: FRA Clément Turpin |

| İstanbul | Sevilla |

| 16 de agosto de 2017 | Hapoel Be'er Sheva                | 2 – 1     | Maribor     | Estádio Turner, Bersebá                     |
| 20:45                | Nwakaeme 12' · Tzedek 45+2' (pen) | Relatório | Tavares 10' | Público: 15 265 Árbitro: SWE Jonas Eriksson |

| Hapoel BS | Maribor |

| 16 de agosto de 2017 | Celtic                                                                     | 5 – 0     | Astana | Celtic Park, Glasgow                        |
| 20:45                | Postnikov 32' (g.c.) · Sinclair 42', 60' · Forrest 79' · Shitov 88' (g.c.) | Relatório |        | Público: 54 016 Árbitro: ROU Ovidiu Hațegan |

| Celtic | Astana |

| 16 de agosto de 2017 | Olympiacos                     | 2 – 1     | Rijeka    | Estádio Karaiskákis, Pireu                |
| 20:45                | Odjidja-Ofoe 66' · Romao 90+3' | Relatório | Héber 42' | Público: 21 352 Árbitro: GER Felix Zwayer |

| Olympiakos | Rijeka |

### Partidas de volta
| 22 de agosto de 2017 | Astana                                            | 4 – 3     | Celtic                                    | Astana Arena, Astana                        |
| 17:30                | Ajer 26' (g.c.) · Muzhikov 48' · Twumasi 49', 69' | Relatório | Sinclair 34' · Ntcham 80' · Griffiths 90' | Público: 19 075 Árbitro: CZE Pavel Královec |

| Astana | Celtic |

Celtic venceu por 8–4 no placar agregado.
| 22 de agosto de 2017 | Maribor   | 1 – 0     | Hapoel Be'er Sheva | Stadion Ljudski vrt, Maribor                 |
| 20:45                | Viler 15' | Relatório |                    | Público: 12 066 Árbitro: ITA Gianluca Rocchi |

| Maribor | Hapoel BS |

2–2 no placar agregado. Maribor venceu pela regra do gol fora de casa.
| 22 de agosto de 2017 | Rijeka | 0 – 1     | Olympiacos | Stadion Rujevica, Rijeka                   |
| 20:45                |        | Relatório | Marin 25'  | Público: 8 105 Árbitro: NED Danny Makkelie |

| Rijeka | Olympiakos |

Olympiakos venceu por 3–1 no placar agregado.
| 22 de agosto de 2017 | Nice | 0 – 2     | Napoli                     | Allianz Riviera, Nice                      |
| 20:45                |      | Relatório | Callejón 48' · Insigne 89' | Público: 32 103 Árbitro: SVN Damir Skomina |

| Nice | Napoli |

Napoli venceu por 4–0 no placar agregado.
| 22 de agosto de 2017 | Sevilla                       | 2 – 2     | Predefinição:Futebol İstanbul B.B. | Estádio Ramón Sánchez Pizjuán, Sevilha      |
| 20:45                | Escudero 52' · Ben Yedder 75' | Relatório | Elia 17' · Višća 83'               | Público: 34 278 Árbitro: SCO William Collum |

| Sevilla | İstanbul |

Sevilla venceu por 4–3 no placar agregado.
| 23 de agosto de 2017 | Slavia Praha | 0 – 0     | APOEL | Eden Arena, Praga                          |
| 20:45                |              | Relatório |       | Público: 18 844 Árbitro: SRB Milorad Mažić |

| Slavia Praga | APOEL |

APOEL venceu por 2–0 no placar agregado.
| 23 de agosto de 2017 | København                    | 2 – 1     | Qarabağ    | Estádio Parken, Copenhague                            |
| 20:45                | Santander 45' · Pavlović 66' | Relatório | Ndlovu 63' | Público: 21 222 Árbitro: ESP Alberto Undiano Mallenco |

| Copenhague | Qarabağ |

2–2 no placar agregado. Qarabağ venceu pela regra do gol fora de casa.
| 23 de agosto de 2017 | Steaua Bucareste  | 1 – 5     | Sporting                                                                | Arena Națională, Bucareste                |
| 20:45                | Júnior Morais 20' | Relatório | Doumbia 13' · Acuña 60' · Gelson Martins 64' · Dost 75' · Battaglia 88' | Público: 49 220 Árbitro: TUR Cüneyt Çakır |

| Steaua | Sporting |

Sporting venceu por 5–1 no placar agregado.
| 23 de agosto de 2017 | Liverpool                                      | 4 – 2     | Hoffenheim           | Anfield, Liverpool                          |
| 20:45                | Can 10', 21' · Salah 18' · Roberto Firmino 63' | Relatório | Uth 28' · Wagner 79' | Público: 51 808 Árbitro: ITA Daniele Orsato |

| Liverpool | Hoffenheim |

Liverpool venceu por 6–3 no placar agregado.
| 23 de agosto de 2017 | CSKA Moscou                   | 2 – 0     | Young Boys | VEB Arena, Moscou                               |
| 20:45                | Schennikov 45' · Dzagoyev 64' | Relatório |            | Público: 15 560 Árbitro: GRE Tasos Sidiropoulos |

| CSKA Moscou | Young Boys |

CSKA Moscou venceu por 3–0 no placar agregado.